# هشام بوشروان
هشام بوشروان (عربی: هشام بوشروان؛ زادهٔ ۲ آوریل ۱۹۸۱) بازیکن فوتبال اهل مراکش بود.
از باشگاه‌هایی که در آن بازی کرده‌است می‌توان به باشگاه فوتبال لیل، باشگاه ورزشی القطر، باشگاه فوتبال اسپرانس تونس، باشگاه فوتبال النصر عربستان سعودی، باشگاه فوتبال الاتحاد، باشگاه ورزشی الاهلی قطر، و باشگاه فوتبال الرجا اشاره کرد.
وی همچنین در تیم ملی فوتبال مراکش بازی کرده‌است.